# Аборты в Никарагуа
Аборты в Никарагуа запрещены законом без исключений. До вступления в силу нового закона 18 ноября 2006 года закон позволял прерывать беременность по «терапевтическим причинам» но сейчас эти пункты закона утратили силу.

## Законы об абортах в Никарагуа
До 18 ноября 2006 закон разрешал терапевтические аборты с согласия женщины и троих докторов. Понятие «терапевтический аборт», в общем, применялось к случаям, когда жизнь беременной женщины оказывалась в опасности.
До ноября 2006 года любой человек совершивший аборт женщине без её согласия приговаривался к наказанию от трёх до шести лет тюремного заключения. Если аборт выполнялся с согласия женщины, она сама и лицо выполнившее аборт приговаривались к заключению сроком от одного до четырёх лет, если женщина пыталась сделать аборт сама себе, то срок заключения устанавливался от четырёх до восьми лет. Личность, выполнявшая или пытавшаяся выполнить аборт, при котором беременной женщине наносилось ранение, приговаривалась к заключению на срок от четырёх до десяти лет, в случае наступления смерти беременной женщины — от шести до десяти лет.
В октябре 2006 года перед общими выборами 5 ноября 2006 года Национальное собрание одобрило билль о запрете абортов (52 голоса за, ни одного против, депутатов 9 воздержались, 29 отсутствовали). Европейский союз и ООН настаивали, чтобы голосование было отложено до президентских выборов. Новый закон запретил аборты при любых обстоятельствах, таким образом Никарагуа стала шестой страной в ряду государств полностью запретивших аборты (после Филиппин, Чили, Сальвадора, Мальты и Ватикана). Тем не менее Собрание отвергло предложение увеличить наказание за проведение нелегального аборта от 10 до 30 лет тюремного заключения. Президент Никарагуа Энрике Боланьос поддержал эту меру и 17 ноября 2006 года подписал закон. Группы сторонников движения прочойс в Никарагуа подвергли критике изменение законодательства об абортах, одна из групп (Women’s Autonomous Movement) была готова обратиться в суд для получения судебного запрета на действие закона до его вступления в силу.

## Дело Розы
Одно из дел о прерывании беременности в Никарагуа проведённому согласно бывшему в силе исключению запрета об абортах привлекло всеобщее внимание.
В 2003 году девятилетняя девочка по имени Роза забеременела в результате изнасилования. Семья девочки в то время проживавшая в Коста-Рике вернулась в Никарагуа после того как администрация коста-риканского госпиталя отказала в проведении аборта. После успешного проведения аборта в частной клинике министр здравоохранения Никарагуа Люсия Сальво объявила, что в процедуре аборта имел место состав преступления, власти выдвинули обвинения в адрес участников процедуры. Однако генеральный прокурор Мария дель Кармен Солорзано постановила, что проведение аборта не нарушило закон, так как он был выполнен в интересах сохранения жизни девочки.
Дело Розы привлекло внимание общество и привело к интенсивным дебатам внутри Никарагуа. Архиепископ Манагуа Мигель Обандо-и-Браво заявил что семья и доктора участвовавшие в акте аборта тем самым отлучили себя от римско-католической церкви, никарагуанские епископы выпустили открытое письмо где прерывание беременности приравнивалось к террористическому акту. Также раздавались голоса призывавшие к либерализации никарагуанских законов.

## Опрос общественного мнения
Опрос Greenberg Quinlan Rosner Research проведённый с августа по сентябрь 2006 года показал, что на вопрос о допустимости абортов для спасения жизни матери 20 % никарагуанцев твёрдо заявили, что аборт в этом случае должен проводиться на законных основаниях, 49 % посчитали, что в этом случае аборт будет в какой-то мере законным, 18 % твёрдо считали, что аборт будет незаконным, 10 % — что он в какой то мере будет незаконным.

## ДокладHuman Rights Watch
Организация Human Rights Watch отмечает в своём докладе от октября 2007 года о смерти, по меньшей мере, восьмидесяти никарагуанских женщин в течение 11 месяцев после введения полного запрета на аборты. Для составления доклада были проведены интервью с чиновниками здравоохранения, женщинами, нуждающимися в медицинских услугах, врачами частной системы здравоохранения и членами семей женщин погибших в результате введения запрета на аборты.
Побочным эффектом введения запрета стало уменьшение предоставления других видов акушерских услуг для женщин. В докладе заявляется: «В то время как врачей не привлекают к ответственности за преступные аборты, насколько нам известно, сама возможность выдвижения обвинений за предоставление медицинских услуг во имя спасения жизни возымела смертоносный эффект…Министерство здравоохранения не проводит наблюдение за полным введением протоколов, не систематизирует жалобы на задержку медицинских услуг или отказ в их предоставлении и до сих пор не изучено воздействие закона на жизни и здоровье женщин». В докладе приводится цитата акушера «с тех пор как был подписан закон в [общественных больницах] не занимаются кровотечениями в какой бы то ни было форму, даже кровотечениями, возникающими после менопаузы».
Чиновники министерства здравоохранения Никарагуа заявили представителям организации Human Rights Watch что не располагают никакими официальными документами об эффектах всеобщего запрета на аборты и у них нет планов сбора подобной документации. Следовательно заявления что запрет не вызвал смертей женщин не могут быть обоснованы. Для контраста в докладе приводятся несколько историй болезней. Службы новостей докладывали о 82 смертей меньше чем через год после введения запрета.
Согласно точке зрения Human Rights Watch закон намеренно лишает женщин доступа к медицинским услугам необходимым для спасения их жизней и это противоречит обязательствам Никарагуа перед международным законом по правам человека гарантирующем женщине право на жизнь. Рапорт организации называется Over Their Dead Bodies (Через их трупы).